# William Neile
William Neile (7 de diciembre de 1637 - 24 de agosto de 1670) fue un matemático inglés, miembro fundador de la Royal Society. Su principal trabajo matemático, la rectificación de la parábola semicúbica, lo realizó cuando tenía diecinueve años, y fue publicado por John Wallis.

## Semblanza
Neile nació en Bishopthorpe Palace. Era el hijo mayor del diputado de Ripon y Newark Sir Paul Neile. Su abuelo fue Richard Neile, arzobispo de York. Ingresó en el Wadham College como caballero plebeyo en 1652 y se matriculó en 1655. Fue alumno de John Wilkins y de Seth Ward.
En 1657, se convirtió en estudiante en el Middle Temple. Ese mismo año dio su rectificación exacta de la parábola semicúbica y comunicó su descubrimiento a William Brouncker, Christopher Wren y otros matemáticos relacionados con el Gresham College. Su demostración fue publicada por Wallis en De Cycloide (1659). La fórmula general para la rectificación utilizando integrales fue, de hecho, descubierta por Hendrik van Heuraet en 1659. En 1673, Wallis defendió que Christiaan Huygens, que afirmaba haber influido en Heuraet, estaba menospreciando la prioridad de Neile.
Neile fue elegido miembro de la Royal Society el 7 de enero de 1663 y miembro del consejo el 11 de abril de 1666. Entró en el debate sobre la teoría del movimiento, como crítico de la postura empírica de otros miembros. Su propia teoría del movimiento vio retrasada su publicación debido a una revisión desfavorable de pares por parte de Wallis, en 1667; se comunicó una revisión a la sociedad el 29 de abril de 1669. Neile objetó que el trabajo de Wren de 1668 sobre las colisiones carecía de una discusión sobre la causalidad, y solicitó una discusión sobre la naturaleza de la cantidad de movimiento. Su propio trabajo estuvo muy influido por ideas extraídas de la obra De Corpore de Thomas Hobbes.
También realizó observaciones astronómicas con instrumentos instalados en el techo de la residencia de su padre, la “Hill House” (más tarde llamada Waltham Place) en White Waltham (Berkshire), donde murió a la edad de 32 años. Un monumento de mármol blanco en la iglesia parroquial de White Waltham lo conmemora, y una losa con inscripciones en el suelo marca el lugar de su entierro. Pertenecía al consejo privado del rey Carlos II.